# 電影版妖怪手錶：誕生的秘密喵！
《妖怪手錶：誕生的秘密喵！》（日語：『妖怪ウォッチ』エンマ大王と５つの物語だニャン！） 是一部由高橋滋春和後信治執導了的2014年日本奇幻冒險動畫電影，同時也是妖怪手錶系列的第一部電影版。該電影於2014年12月20日在日本上映, 2016年1月29日在台灣上映。此部電影的續作《妖怪手錶：閻魔大王和五個故事喵！》也接著於2015年12月19日於日本上映。

## 劇情
在某一天晚上，在景太正在睡覺的同時，手上的妖怪手表突然發出神秘光芒，然後就消失不見了，隔天景太就忘記妖怪手錶跟妖怪的事了，接著出現了一隻叫做巨大喵的妖怪，但景太完全想不起來任何有關妖怪的事，巨大喵發出了某種磁波讓景太想起妖怪的事，隨後景太驚覺妖怪手錶不見了是一件很嚴重的事，後出現一群未知的敵人聲稱世界即將落入魔爪之中。巨大喵向景太救助，景太跟循自家古老傳說，與威斯帕及吉胖喵前往位於毛馬本村的祖母家，然後遇上了巨大喵的真身「浮游喵」，根據線索，得知有人回到過去改變了歷史，因此妖怪手錶就不存在了，也因此之前景太失去了關於妖怪的記憶。
為了調查清楚並打敗敵人，彌補這一連續造成時間矛盾的事件，浮游喵拿出了一個可以穿越時間的石頭，拋向空中產生一個金屬齒輪時鐘，從尖端發射了某種射線產生子空間力場，並藉之作時空連續體彈跳而開啟了時間漩渦，並成功回到了六十年前。才剛抵達不久，景太一行人就遭到不明的黑色妖怪攻擊，這時景太的祖父——景藏出現了，協助他們打敗這些不明的黑色敵人。之後詢問得知，原來妖怪手表是景藏發明的，但是妖怪金閣和銀閣改變了歷史，讓景藏不想交朋友，而妖怪手表就是讓人與妖怪交流的道具，那些敵人讓景藏不想繼續研究妖怪手錶，而導致時空矛盾，使得妖怪手錶消失。為了讓景藏能順利製作妖怪手錶，他們來的了市區找尋線索，後來認為只要打倒最大的敵人烏巴烏妮就可能可以解決這個問題，隨後敵人又出現把吉胖喵抓走當人質。
為了救出吉胖喵景藏一行人前往敵人的所在地，在一些激烈的搏鬥中，景藏漸漸地了解了朋友的真正意義，因此歷史又再次改變了，妖怪手表出現了，暗示著景藏之後會做出妖怪手表。由於妖怪手表出現了，景藏、景太利用妖怪手表召喚出所有已成為朋友的妖怪，試圖打敗敵人，一開始十分順利，但最後由於戰術策略有點錯誤，爆料婆婆令烏巴烏妮說出因為生前被人冤枉而被判死刑，因此死後充滿怨恨化身成妖怪，改變歷史的目的是要向全世界報復。此時巫婆姥姥突然變得十分巨大，有如夏日大作戰中的Love Machine。在他們束手無策時，他們將所有妖怪的力量集中在浮游貓、吉胖貓、威斯帕身上，變成黑暗貓、斑紋貓，然後得到極大的力量使出必殺技百萬反彈肉球順利地打敗了敵人。
最後景藏跟景太約定靠自己做出妖怪手錶，而解決了歷史被改時間矛盾的問題，最後妖怪雲外三面鏡開啟時光隧道將景太、吉胖喵、威斯帕送回60年後。回到現代後，景太的祖母將浮游喵的妖怪徽章交給景太。

## 配音員
| 角色          | 配音員              | 配音員 | 配音員      | 配音員     | 備註                                                                                       |                                              |
| 角色          | 日本                | 香港   | 臺灣        | 中国大陆   | 備註                                                                                       |                                              |
| 天野景太      | 戶松遙              | 詹健兒 | 林沛笭      | 幽舞越山   |                                                                                            | 妖怪手錶的主角                               |
| 威斯帕        | 關智一              | 黃啟昌 | 郭霖        | Slayerboom |                                                                                            | 跟在景太旁邊的妖怪管家                       |
| 吉胖喵        | 小櫻悅子            | 魏惠娥 | 李涵菲      | 乔诗语     |                                                                                            | 妖怪手錶的妖怪主角                           |
| 浮游喵        | 梶裕貴              | 黎景全 | 許傑輝      | 沈达威     |                                                                                            | 本電影的妖怪主角之一                         |
| 天野景藏      | 朴璐美              | 鄭佩嘉 | 王大陸      | 乔诗语     |                                                                                            | 本電影的主角之一，景太的祖父(小時候)         |
| 熊島五郎太    | 奈良徹              |        | 梁興昌      |            | 景太的同班同學                                                                             |                                              |
| 木靈文花      | 遠藤綾              | 鄭佩嘉 | 錢欣        | 祖晴       |                                                                                            | 景太的同班同學                               |
| 今田干治      | 佐藤智惠            | 賴芸芬 | 錢欣        |            | 景太的同班同學                                                                             |                                              |
| 小雪          | 島崎遙香            |        | 邵芷耘      |            | 景太的祖母(小時候)                                                                         |                                              |
| 巫婆姥姥      | 片岡愛之助          |        | 夏治世      |            | 本片最大的反派                                                                             |                                              |
| 金婆、銀婆 、 | 山崎バニラ 金井美香 |        | 孫若瑜 錢欣 |            | 烏巴烏妮的手下，擁有操縱時間的能力。                                                       |                                              |
| 喵達大師      | 志村健              | 柚子蜜 | 陳進益      |            | 在60年前的櫻町登場，是最強妖怪 但因年老只有10秒戰鬥能力。 角色形象影射星際大戰的尤達大師。 |                                              |
| 小石獅        | 遠藤綾              | 何璐怡 | 林沛笭      | 山新       |                                                                                            | 妖怪手錶的主要妖怪角色之一，在本作客串演出。 |
| 熊本熊        |                     |        |             |            | 本作客串演出，經常跟蹤威斯帕的神秘角色。                                                   |                                              |

## 製作

### 音樂
這部電影的音樂都是由西鄉憲一郎創作的。其中，電影的片頭曲與電視版的《妖怪碰碰之歌》相同，但是片頭曲動畫中部份角色有替換或Cosplay，而片尾曲比較特殊，是由Dream5、King Cream Soda和Lucky Ikeda組成的Yo-Kai King Dream Soda所演奏的「《嘎啦嘎啦砰輪流唱》（ゲラゲラポー走曲）」。

## 發行

### 宣傳
2014年7月快樂快樂月刊上公布了這部電影。首部預告片於八月發布，另外一個預告片也於十月時發布。這部電影搭配的故事包含了12月13日發行的《妖怪手表2 元祖/本家/真打》。這部電影的漫畫，由小西敬之繪製，在十二月份時發行。該作品才發行第一周，就售出32,561份，擠進周線圖的前30名，五周內更是售出達到了261,145份。

## 票房
《妖怪手錶：誕生的秘密喵！》一開畫便做出了超過16億日圓的票房，入場人數超過148萬人的數字，打破了宮崎駿《哈爾移動城堡》保持了十年，開畫日做出超過14億日圓票房的記錄，也是東寶映畫歷史上最佳首映週末票房的電影，同時創下了東寶的預售票銷售的新紀錄，10月26日共售出721422張票，之後也毫不遜色，至第三個周末票房達50億日圓、開畫後半個月也做出超過54億日圓、而放映1個月後所累積的票房，則已超過70億日圓。這部電影是2015年日本票房賣座最高的日本電影，共達有78億日圓，折合當時約6千5百萬美元。
在韓國也有19.8億韓元的票房
在台灣上映20天內票房也高達新台幣2500萬元，截至2016年3月10日，全台總票房突破了新台幣2千6百萬元，觀影人數超過了10萬人次，比去年哆啦A夢的3D版電影《STAND BY ME 哆啦A夢》進場人數還要多

## 播放電視台
| 東森幼幼台 星期日 12:00-14:00節目 | 東森幼幼台 星期日 12:00-14:00節目                  | 東森幼幼台 星期日 12:00-14:00節目 |
| --------------------------------- | -------------------------------------------------- | --------------------------------- |
|                                   | 妖怪手錶劇場版:誕生的秘密喵 （2016年7月31日）      |                                   |
| 我們這一家—超能力花媽             | 冰原歷險記:採蛋大盜                                |                                   |
| 東森幼幼台 星期日 20:00-22:00節目 |                                                    |                                   |
| LINE TOWN ,#21                    | 妖怪手錶劇場版:誕生的秘密喵 重播 （2016年7月31日） | 冰原歷險記:採蛋大盜               |

## 外部連結
- 妖怪手錶：誕生的秘密喵！ (anime) at Anime News Network's encyclopedia
- 互联网电影数据库（IMDb）上《電影版妖怪手錶：誕生的秘密喵！》的资料（英文）
- 妖怪手錶：誕生的秘密喵 Yahoo奇摩電影 （页面存档备份，存于）